# Kirstinsaaret
Kirstinsaaret är en ö i Finland. Den ligger i sjön Ruotsalainen och i kommunen Heinola i den ekonomiska regionen  Lahtis ekonomiska region  och landskapet Päijänne-Tavastland, i den södra delen av landet, 130 km norr om huvudstaden Helsingfors. Öns area är 0,1 hektar och dess största längd är 70 meter i sydväst-nordöstlig riktning.  Notera att namnet antyder att det är fråga om flera öar.